# Гордыня
Горды́ня — непомерная гордость, заносчивость, высокомерие, властолюбие, садизм, эгоизм, нетерпение справедливых упрёков. Может скрываться под личинами филантропии, преследующей на деле цель политического самопревозносения и саморекламы. Гордыня (эгоцентризм) не обязательно проявляется в условиях нахождения человека на публичном общественном положении. Гордыня может проявиться в мыслях или в тайной группе людей. Главная цель гордыни: осквернение святого. Главное проявление гордыни внутри человека: буйная радость и высвобождение низменных инстинктов в результате оскорбления святого, кощунства.
Не следует путать с бахвальством или хвастовством.

## В религиях

### В христианстве
В Православии, согласно творениям епископа Игнатия Брянчанинова, гордыня является одной из восьми греховных страстей.
В католичестве гордыня (superbia) также входит в концепцию семи смертных грехов.
Согласно Фоме Аквинскому гордыня определяется как «неумеренное желание превосходства» (immoderatum excellentiae appetitum), противоположна добродетели смирения (humilitatis) и аналогична добродетели величавости (magnanimitati), однако в отличие от последней гордыне недостаёт благоразумия. По содержанию гордыня является полной противоположностью греха малодушия.
Гордыня — это самоуверенность человека, вера в то, что он всё может сам и всего добивается самостоятельно, а не с помощью и по воле Бога. В гордыне человек не благодарит Бога за всё то, что имеет (например слух, зрение, жизнь) и получает (например пропитание, кров, детей) или «благодарит» его за собственную «богоизбранность» как ипостась эгоцентризма, достигающего политического и всенародного размаха.

### В буддизме
В буддизме гордыня выделяется как один из ядов ума.

### В исламе
В исламе кибр (высокомерие) считается большим грехом и причиной других грехов. Считается, что именно это заставило Иблиса отказаться совершить земной поклон созданному Аллахом Адаму и стать врагом всех людей, именующимся в Коране, как и в Библии, «рабами Божьими».
«Сказал же Аллах: „О Иблис, что удержало тебя от поклонения тому, что Я создал Своими руками?“… Он сказал: „Я лучше него: Ты создал меня из огня, а его создал из глины“» (Коран(смысловой перевод), сура Сад 38:75-76)
В другом источнике указано что гурур — гордыня, кичливость, самообман, заключающийся в надеждах на безосновательные вещи. Гурур внушается человеку шайтаном и является одним из признаков неверия: «Шайтан обещает [людям] и соблазняет их. Но его обещания не что иное, как обольщение» (4:120).